# Adria-Forelle
Die Adria-Forelle (Salmo obtusirostris) ist eine Fischart aus der Gattung Salmo in der Familie der Lachsfische (Salmonidae).

## Beschreibung
Die Adria-Forelle wurde als Salmothymus obtusirostris von vielen Autoren in eine eigene Gattung gestellt. Diese Klassifizierung gilt auf Grund von phylogenetischen Untersuchungen als überholt.
Im Vergleich zur Forelle (Salmo trutta) hat sie einen sehr kurzen Kopf mit stumpfer Schnauze. Die Schwanzflosse ist viel stärker eingebuchtet. Der Fisch wird normalerweise nicht über 50 Zentimeter lang und hat einen verhältnismäßig gedrungenen Körper. Das größte bekannte Exemplar erreichte eine Länge von 70 Zentimetern. Der Oberkiefer ist sehr breit und kurz, die Bezahnung schwach. In der Färbung ähnelt diese Art der Bachforelle (Salmo trutta fario).

## Vorkommen
Der nicht wandernde Süßwasserfisch ist auf Flüsse der Karst-Gebiete im Dinarischen Gebirge beschränkt.  Als Unterarten wurden beschrieben: Salmo obtusirostris oxyrhynchus Steindachner, 1882 aus der Neretva und ihren Nebenflüssen Buna in Bosnien und Herzegowina und Vrljika in Kroatien, Salmo obtusirostris salonitana Karaman, 1927 aus dem Jadro, Salmo obtusirostris krkensis Karaman, 1927, aus der Krka in Kroatien und Salmo obtusirostris zetensis (Hadzisce, 1960) aus der Zeta in Montenegro. Die Validität dieser Taxa ist unsicher.
In allen Teilen ihres Verbreitungsgebietes, das zusammen nur etwa 500 km² groß ist, wird die Adria-Forelle durch Dammbauten, häufig illegale Überfischung und Hybridisierung mit eingeführten Forellen gefährdet.

## Belege
1. ↑  Aleš Snoj, Enver Melkič, Simona Sušnik, Samir Muhamedagić, Peter Dovč: DNA phylogeny supports revised classification of Salmothymus obtusirostris. In: Biological Journal of the Linnean Society. Band 77, Nr. 3, November 2002, S. 399–411, doi:10.1046/j.1095-8312.2002.00130.x.
2. ↑  Synonyme für Salmo obtusirostris laut fishbase